# Francisc Borgia
Sfântul Francisc Borgia, S.J., al IV-lea Duce de Gandía (Valenciană: Francesc de Borja, Spaniolă: Francisco de Borja) (n. 28 octombrie 1510, Ducatul de Gandia, Valencia, Regatul Spaniei - d. 30 septembrie 1572, Roma, Statele Papale) a fost Grande de Spania, un iezuit spaniol, și al III-lea General Superior al Ordinului Iezuiților. A fost canonizat în 20 iunie 1670, Roma, de către Papa Clement al X-lea.

## Tinerețea
El s-a născut Francesco Borgia de Candia d'Aragon în Ducatul de Gandía, Valencia la 28 octombrie 1510. Tatăl său a fost Juan Borgia, al treilea Duce de Gandia, fiul lui Giovanni Borgia, fiul Papei Alexandru al VI-lea (Rodrigo Borgia). Mama lui a fost Juana, fiica lui Alonso de Aragón, Arhiepiscopul de Zaragoza, care, la rândul său, a fost fiul nelegitim al regelui Ferdinand al II-lea de Aragon. Fratele său, Tomás de Borja y Castro, a devenit, de asemenea, un preot, devenind episcopul de Málaga, iar mai târziu Arhiepiscopul de Zaragoza.

## Viața și cariera
În septembrie 1526, el sa căsătorit cu o nobilă portugheză în Madrid, Leonor de Castro Mello y Meneses. Ei au avut opt copii: Carlos în 1530, Isabel in 1532, Juan în 1533, Álvaro circa 1535, Juana, de asemenea, circa 1535, Fernando în 1537, Dorotea în 1538, și Alfonso în 1539. Carol al V-lea la numit marchiz de Lombay.
În 1539, el a condus convoiul trupului neînsuflețit al Isabelei a Portugaliei, mama lui Filip al II-lea al Spaniei, la locul de înmormântare în Granada. În același an (1539), el a devenit guvernator (vicerege) al Cataloniei, înlocuindu-l pe Fadrique de Portugal y Noroña, deși el a avut doar 29 de ani.
El a excelat în muzica și compoziția ecleziastică, aceste compoziții afișând un stil de contrapunct remarcabil și mărturie pentru abilitatea sa de compozitor, care justifică într-adevăr, afirmația că, în secolul al XVI-lea înainte de Palestrina, Borgia a fost unul dintre restauratorii de seamă ai muzicii sacre.
În 1543, la moartea tatălui său, al 3-lea Duce, Francisc a devenit al 4-lea Duce de Gandía.
Abilitățile sale diplomatice au fost puse la îndoială atunci când în încercarea sa de a aranja o căsătorie între prințul Filip și prințesa de Portugalia, nu a reușit, încheind astfel o încercare de a aduce aceste două țări împreună și de aici rezultă retragerea sa. De atunci, el s-a retras timp de 33 de ani în locul său natal și s-a dedicat activităților religioase.

## Moștenirea
Parohii îi sunt dedicate Sf. Francisc Borgia în Chicago, Illinois, Sturgis, Kentucky, Washington, Missouri, Blair, Nebraska și în Cedarburg, Wisconsin. De asemenea, în satul Isio din orașul Cauayan, Negros Occidental, Filipine.
Liceul Regional Sf. Francisc Borgia se află în Washington, Missouri.
Ca stră-stră bunic al Doñei Luisa de Guzman, regina consoartă a regelui Ioan al IV-lea al Portugaliei, el este un strămoș al multora dintre casele regale din Europa.